# Complutensische polyglotbijbel

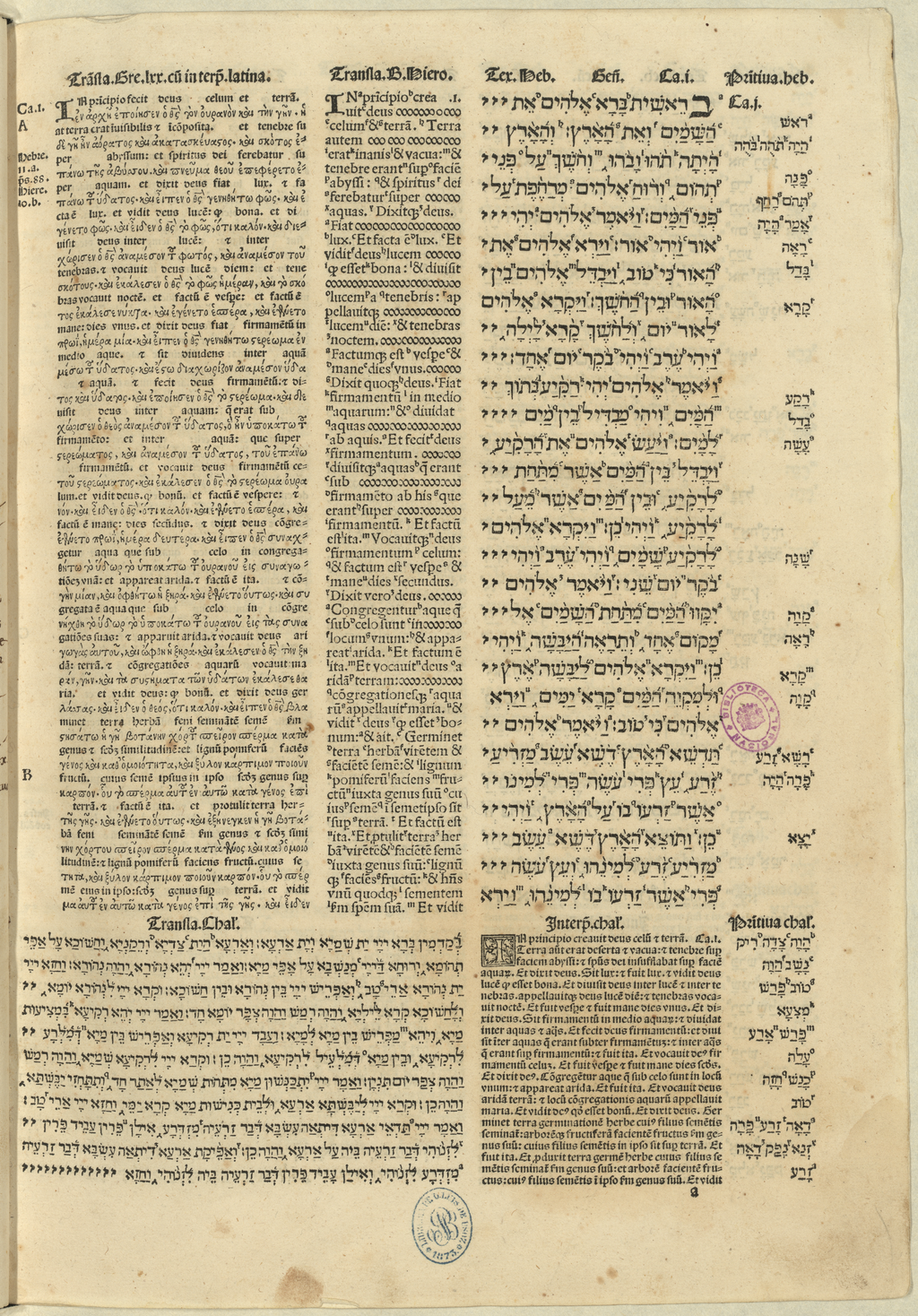
Het begin van Genesis in de Complutensische polyglotbijbel: links het Grieks, in het midden de Latijnse Vulgaattekst, rechts het Hebreeuws. Onderaan de Aramese tekst met ernaast een Latijnse vertaling.

De Complutensische polyglotbijbel, ook Polyglotbijbel van Alcalá of in het Latijn Polyglotta Complutense, was de eerste van de in totaal vier grote  polyglotbijbels die in de zestiende en zeventiende eeuw in Europa werden gedrukt. De drie hierna waren de Antwerpse polyglotbijbel of Biblia Polyglotta (1569-1572), de Parijse polyglotbijbel ( 1629 -1645) en de Londense polyglotbijbel (1654-1657). 
Het werk kwam tot stand vanaf 1502 in de Complutense-universiteit te Alcalá de Henares onder impuls van kardinaal Francisco Jiménez de Cisneros. De zes folio's, op de pers gelegd in 1514-1517 en verschenen in 1520, gaven de tekst kolomgewijs in het Hebreeuws, Latijn en Oudgrieks, met sommige delen onderaan in het Aramees. Het was een maatgevend werk van de vroegmoderne filologie, theologie en boekdrukkunst. Van de zeshonderd gedrukte exemplaren zijn er nog 123 gerepertorieerd.

## Totstandkoming
De polyglotbijbel bouwde voort op Spanje's lange vertaaltraditie. Voor religieuze teksten leidde de vertaalarbeid regelmatig tot betwistingen waarin godsdienstige autoriteiten tussenkwamen, wat op zijn beurt de vraag naar hun competentie opwierp. Kardinaal Cisneros hoopte dat een meertalige bijbel zou helpen een einde te maken aan dergelijke debatten.
In 1499 vormde Cisneros het studium generale van Alcalá om tot de Universitas Computense en vanaf  1502 begon daar het werk aan de polyglotbijbel. De kardinaal verwierf uit eigen beurs kostbare manuscripten en trok eminente geleerden aan. Hoofdredacteur Diego Lopez de Zúñiga sprak vloeiend Latijn, Aramees en Arabisch. In zijn team zaten veel conversos, vanwege hun kennis van de brontalen en -culturen. De bekeerde jood Alfonso de Zamora (1476-1544) had Hebreeuws als eerste taal en werd bijgestaan door de conversos Alfonso de Alcalá en Pablo de Coronel. Grieks vertaalwerk werd verricht door de Kretenzer Demetrios Doukas, Hernán Núñez de Toledo en Juan de Vergara. De editie van de Vulgaat was in handen van Antonio de Nebrija. Vanwege de status van de Vulgaat had hij echter weinig marge om verbeteringen aan te brengen. Cisneros riskeerde daarover geen confrontatie met Rome, zodat Antonio de Nebrija dan maar ontslag nam.
Het Nieuwe Testament was voltooid en gedrukt in 1514, maar met de verspreiding werd gewacht tot het Oude Testament in 1517 ook klaar was.

## Inhoud
De Complutensische polyglotbijbel werd gepubliceerd als een set van zes delen. De eerste vier delen bevatten het Oude Testament. Elke pagina daarvan bestond uit drie parallelle tekstkolommen: Hebreeuws aan de buitenkant, de Latijnse Vulgaat in het midden en de Griekse Septuagint aan de binnenkant. Voor de Pentateuch was onderaan de Aramese tekst van de Targoem Onkelos toegevoegd met ernaast een eigen Latijnse vertaling. Het vijfde deel werd gevormd door het Nieuwe Testament en bestond uit parallelle kolommen met de Latijnse Vulgaattekst en een Griekse vertaling. Het zesde deel bevatte diverse Hebreeuwse, Aramese en Griekse woordenboeken en studiehulpmiddelen.

## Typografie
De drukker Arnaldo Guillén de Brocar () ontwierp voor de Complutensische polyglotbijbel een Grieks lettertype dat door typografen tot de belangrijkste ontwikkelingen vóór Aldus Manutius wordt gerekend en dat ook nog moderne incarnaties kent.

## Receptie
De verspreiding van de zes volumes werd in 1520 door paus Leo X toegelaten. Het werk werd gedrukt op zeshonderd exemplaren, waarvan een deel door schipbreuk teloorging. Op dat moment had Erasmus van Rotterdam al zijn populaire Novum Instrumentum omne (1516) gepubliceerd, en zelfs de verbeterde editie ervan, Novum Testamentum (1519). Dit was een tweetalig Latijns-Grieks Nieuw Testament. Hoewel het overeenstemmende vijfde deel van de Complutensische polyglotbijbel enkele jaren eerder was gedrukt (1514), had het geen verspreiding gekend en kon Erasmus dus de markt inpalmen, temeer daar zijn Latijnse tekst verbeteringen bevatte ten opzichte van de Vulgaat. Om die reden werd hij in 1559 op de Index librorum prohibitorum geplaatst, terwijl de Complutense dankzij de voorzichtigheid van Cisneros buiten schot bleef. Op last van koning Filips II van Spanje verzorgde Benedictus Arias Montanus in 1568-1572 de Antwerpse polyglotbijbel, die voortbouwde op zijn Complutensische voorganger. De voornaamste wijzigingen waren de toevoeging van de Oudsyrische Peshitta voor verschillende bijbelboeken, alsook van een driedelig wetenschappelijk apparaat. Een echte vroegmoderne herdruk van de Complutense kwam er alleen te Heidelberg in 1586, 1599 en 1616. Een facsimile-uitgave op volledige grootte (folio) werd gepubliceerd in Valencia in 1984-1987. De eerste vijf delen daarvan waren gereproduceerd uit het exemplaar in de bibliotheek van de Romeinse jezuïeten en het zeldzamere zesde deel uit de Complutense Universiteitsbibliotheek.